# Raidió Teilifís Éireann
Raidió Teilifís Éireann (afgekort: RTÉ) is de Ierse publieke gefinancierde omroepmaatschappij en bezit meerdere televisie- en vier radiozenders.
RTÉ is een van de bekendste omroepen van Ierland en bestaat uit vier radiostations, namelijk RTÉ Radio 1, RTÉ 2fm, RTÉ lyric fm, RTÉ Raidió na Gaeltachta (Ierstalig) en twee televisiezenders, RTÉ 1 en RTÉ 2. RTÉ News is ook een nieuwszender die gemaakt is door RTÉ zelf.
Een zeer bekend programma van RTÉ is The Late Late Show. Dit op 6 juli 1962 voor het eerst uitgezonden praatprogramma is het langstlopende bij eenzelfde omroep uitgezonden praatprogramma ter wereld.
RTÉ produceert ook zelf een van de bestverkochte televisiegidsen van Ierland (RTÉ Guide). Er bestaat ook een Ierstalige televisiezender TG4 (Teilifís na Gaeilge). Deze zender wordt ook geproduceerd door RTÉ. Naast Ierstalige programma's zijn op deze zender echter ook veel Engelstalige programma's te zien.